# Саласар Франко, Хосе Хоакин
Хосе́ Хоаки́н Саласа́р Фра́нко (исп. José Joaquín Salazar Franco; 27 июля 1926, Такаригуа — 30 сентября 2000, Ла-Асунсьон) — венесуэльский писатель, историк, фольклорист и общественный деятель, известный под псевдонимом Чегуако (Cheguaco). Один из главных исследователей истории, мифологии и культуры острова Маргарита. Его труды играют важную роль в сохранении народной памяти и культурной самобытности восточной Венесуэлы.

## Ранние годы и образование
Родился в крестьянской семье Хулиана Саласара Лареза и Херонимы Франко де Саласар. Начальное образование получил в Санта-Ане-дель-Норте, а затем — в Ла-Асунсьоне. Писать начал в 13 лет, публикуясь в школьной газете Presagios. В юности занимался сельским хозяйством и торговлей домашними продуктами.

## Общественная и трудовая деятельность
Участвовал в культурных и профсоюзных движениях, был соучредителем Федерации трудящихся штата Нуэва-Эспарта. Работал в нефтяной промышленности, затем занимал административные должности в Такаригуа и Ла-Асунсьоне, что позволило ему работать с архивными документами. В 1987 году стал официальным хронистом Такаригуа.

## Исследования и творчество
Хосе Саласар Франко посвятил свою жизнь сбору и систематизации преданий, легенд, верований и обычаев народа Гуайкери и жителей острова. Его исследования охватывали фольклор, народную медицину, традиционные ремёсла, религию и историю колониального периода.
Несмотря на скромное образование, он стал автором более 30 опубликованных книг и множества неопубликованных рукописей. В 1971 году вышла его первая книга — La Tacarigua de Margarita.

## Основные труды

### Поэзия
- Murmullo del Breñal («Шёпот кустарника»)[4]
- Un grito en la Hondonada («Крик в низине»)

### Проза и рассказы
- Brotes sobre la tierra ñera («Побеги на бесплодной земле»)
- Los terrazgos de Cheguaco («Террасы Чегуако»)

### Историко-культурные исследования
- La Tacarigua de Margarita
- Rastrojeo de la historia margariteña
- La expedición de Los Cayos en el andar del tiempo
- General Juan Bautista Arismendi, historias y leyendas
- General Santiago Mariño en décimas populares
- La Asunción, ciudad procera
- La Virgen del Valle, su historia y sus leyendas
- El Portachuelo, Tacariguita y la Virgen de Papaché
- El Corazón de Jesús de Tacarigua и др.

### Фольклор и этнография
- Mitos y creencias margariteñas[5]
- Leyendas y creencias margariteñas[6]
- Consejas y leyendas margariteñas[7]
- Usos y costumbres tradicionales en Margarita[8]
- Macanao, el lugar de donde el viento se devuelve
- El gua gua gua de los guaicos[9]
- Algunas tradiciones margariteñas
- Algunos juegos tradicionales
- Por los senderos de Margarita "Cuentos de camino"[10]

## Признание
12 апреля 1988 года был удостоен звания Почётного гражданина муниципалитета Гомес вместе со своим учителем Хосе Хесусом Салаcаром. Его дети основали «Фонд Чегуако», целью которого является сохранение и публикация его литературного и исторического наследия.

## Смерть
Чегуако умер 30 сентября 2000 года в Ла-Асунсьоне. Его уход совпал с днём святого Иеронима — покровителя переводчиков и библиотекарей, что символично для человека, посвятившего жизнь сохранению памяти своего народа. Он остаётся одним из самых уважаемых и цитируемых историков острова Маргарита.